# Belgique aux Jeux paralympiques d'hiver de 2014
La Belgique participe aux Jeux paralympiques d'hiver de 2014, à Sotchi, en Russie, du 7 au 16 mars 2014. Il s'agit de la huitième participation de ce pays aux Jeux d'hiver.
La Belgique est représentée par une délégation de deux athlètes, l'un en ski alpin et l'autre en snowboard, discipline incluse pour la première fois aux Jeux. Tous deux participent pour la première fois aux Jeux paralympiques. La Belgique n'a pas obtenu de médaille aux Jeux paralympiques d'hiver depuis la médaille de bronze de Willy Mercier en ski alpin aux Jeux de 1994, la seule médaille belge à ce jour,. C'est la première fois depuis 1994 que la Belgique envoie plus d'un athlète aux Jeux d'hiver.

## Par discipline

### Ski alpin
Jasper Balcaen, âgé de 21 ans et hémiplégique, participe à ses premiers Jeux paralympiques, et est le seul représentant belge en ski alpin. Il concourt dans les épreuves en catégorie debout.

### Snowboard
Pour la première apparition du snowboard aux Jeux paralympiques, la Belgique est représentée par Denis Colle. Aux Jeux de Sotchi, le snowboard n'est ouvert qu'aux athlètes handicapés des membres inférieurs et concourant debout.